# Arquéstrato
Arquéstrato (en griego, Ἀρχέστρατος, Arjéstratos) fue un antiguo poeta griego de Gela y Siracusa, en Sicilia, que escribió a mediados del siglo IV a. C.
Su poema humorístico didáctico Hedypatheia ("El buen comer"), escrito en versos hexámetros, aconseja al lector gastronómico sobre dónde encontrar la mejor comida en el mundo mediterráneo. El escritor, que diseñó el texto sobre la base de los antiguos textos de Hesíodo o Teognis sobre glotones, parodia del estilo de antiguos poetas gnómicos. El escrito centra la mayor parte de su atención en los peces, a pesar de que algunos de los fragmentos iniciales se refieren a los aperitivos, y también hay una sección sobre el vino. El poema gozaba de cierta notoriedad entre los lectores de los siglos III y IV a. C.: fue mencionado por el poeta cómico Antífanes, por Linceo de Samos y por los filósofos Aristóteles, Crisipo de Solos y Clearco de Solos. En casi todos los casos, estas referencias eran despectivas, lo que implica que el poema de Arquéstrato, al igual que el manual de sexo de Filénide, era posible que corrompieran a sus lectores. Esta actitud se ejemplifica en los Deipnosofistas de Ateneo con citas de Crisipo:

Este, profundamente admirable, Crisipo, en "La bondad y el placer" libro V, dice: «así mismo los libros de Filénide, la Gastronomía de Arquéstrato, y los estimulantes para amar y las relaciones sexuales, pero también las cortesanas que practican estos movimientos y posturas y se especializan en el tema.», y más adelante dice: «se aprenden estos de memoria ese tipo de cosas y poseen los libros sobre el tema de Filénide, Arquéstrato y de otros escritores de temas similares.» En el libro VII, dice: «por lo tanto no se trata de estudiar a Filénide, o la Gastronomía de Arquestrato, ¡con la expectativa de mejorar la vida de uno!». Claramente, al citar a este Arquéstrato tan a menudo, ustedes han llenado nuestro banquete de indecencia. ¿Hay algo calculado para corromper que este fino poeta no ha dicho?
Ateneo, Deipnosofistas VIII (335d-f).

Existen 62 fragmentos del poema de Arquéstrato que han llegado hasta nuestros días, todos ellos por haber sido citados por Ateneo en su obra Deipnosofistas. El poema fue traducido o imitado en latín por Ennio.